# Обакино
Обакино — деревня в Кичменгско-Городецком районе Вологодской области.
Входит в состав Городецкого сельского поселения (с 1 января 2006 года по 1 апреля 2013 года входила в Трофимовское сельское поселение), с точки зрения административно-территориального деления — в Трофимовский сельсовет.
Расстояние до районного центра Кичменгского Городка по автодороге составляет 62 км. Ближайшие населённые пункты — Заречье, Светица, Сирино.
Население по данным переписи 2002 года — 49 человек (24 мужчины, 25 женщин). Всё население — русские.